# Austremerella picta
Famille
Genre
Espèce
Austremerella picta, unique représentant du genre Austremerella et de la famille des Austremerellidae, est une espèce d'insectes appartenant à l'ordre des Éphéméroptères.

## Distribution
Cette espèce est endémique d'Australie.

## Publications originales
- (en) William Patrick McCafferty et T-Q. Wang, « Phylogenetic systematics of the family Teloganodidae (Ephemeroptera: Pannota) », Annals of the Cape provincial museums. Natural History, Grahamstown, Inconnu, vol. 19, no 9,‎ 20 septembre 1997, p. 387-437 (ISSN 0570-1880, OCLC 8981217, lire en ligne).
- Riek, 1963 : An Australian mayfly of the family Ephemerellidae (Ephemeroptera). Journal of the Australian Entomological Society vol. 2 p. 48-50.